# BSP Business & Law School Berlin
Die BSP Business & Law School Berlin – Hochschule für Management und Recht ist eine staatlich anerkannte, private Hochschule und Universität mit Standorten in Berlin und Hamburg.
An der fachhochschulischen Fakultät Business and Management, der Fakultät Applied Sport Sciences & Personality sowie der fachhochschulischen Fakultät Creative Business werden anwendungsorientierte Studiengänge angeboten mit Fachhochschulabschluss. An der universitären Fakultät Rechtswissenschaften wird der Studiengang Rechtswissenschaft (Staatsexamen) mit universitärem Abschluss angeboten.
Der Hauptsitz der BSP befindet sich in der historischen Siemens Villa in Berlin-Lankwitz. Ein zweiter Campus der BSP ist in der Hamburger Hafencity ansässig. Ein dritter Campus befindet sich im Berliner Bezirk Wedding im ehemaligen AEG-Hydra-Werk, in dem die Studiengänge der Fakultät Creative Business untergebracht sind.
Die BSP wurde 2017 durch den Wissenschaftsrat für 5 Jahre institutionell akkreditiert und im Sommer 2022 für weitere fünf Jahre institutionell reakkreditiert. Die Studiengänge sind über die Akkreditierungsagentur für Studiengänge im Bereich Gesundheit und Soziales (AHPGS) akkreditiert.

## Geschichte
Gegründet wurde die Hochschule 2009 als Business School Potsdam (BSP) in Räumen der Garde-Ulanen-Kaserne in der Potsdamer Jägerallee. Nachdem sie seit 2010 für gut zwei Jahre ihren Hauptsitz in der nahegelegenen Villa Henckel hatte, befindet sich dieser seit Ende 2012 im historischen Herrenhaus Correns (Siemens Villa) in Berlin-Lankwitz. Ein zweiter Campus der BSP ist seit November 2013 in der Hamburger HafenCity ansässig. Seit 2022 befindet sich ein dritter Campus im Berliner Bezirk Wedding im ehemaligen AEG-Hydra-Werk, in dem die Studiengänge der Fakultät Creative Business untergebracht sind. Im Frühjahr 2015 wurde die Hochschule zur BSP Business School Berlin und im Sommer 2021 zur BSP Business & Law School Berlin umbenannt.
Die BSP wurde im Dezember 2009 durch das brandenburgische Ministerium für Wissenschaft, Forschung und Kultur (MWFK) staatlich anerkannt und startete Anfang 2010 mit der Fakultät Business and Management und deren praxisnahen Studiengängen in den Bereichen Management/BWL, Wirtschaftspsychologie und Kommunikation. Mit dem Umzug der Hochschule nach Berlin ist die BSP seit 2012 staatlich anerkannt durch die Senatsverwaltung für Wissenschaft, Gesundheit, Pflege und Gleichstellung des Landes Berlin (SenWGPG). Mit Creative Business wurde 2020 eine weitere Fakultät mit kreativwirtschaftlichen Studiengängen ergänzt. 2021 folgte die universitäre Fakultät Rechtswissenschaften mit dem Studiengang Rechtswissenschaft (Staatsexamen mit integriertem Bachelorabschluss) und 2022 die Fakultät Applied Sport Sciences & Personality, die sich dem Sport als Querschnittswissenschaft widmet.
Geschäftsführende Gesellschafterin der BSP ist die Unternehmerin Ilona Renken-Olthoff. Rektor ist der Wirtschaftswissenschaftler Markus Langenfurth. Die Schwesterhochschulen der BSP sind die MSH Medical School Hamburg, die MSB Medical School Berlin und die HMU Health und Medical Universität mit Sitz in Erfurt und Campus in Potsdam und Erfurt.

## Studium

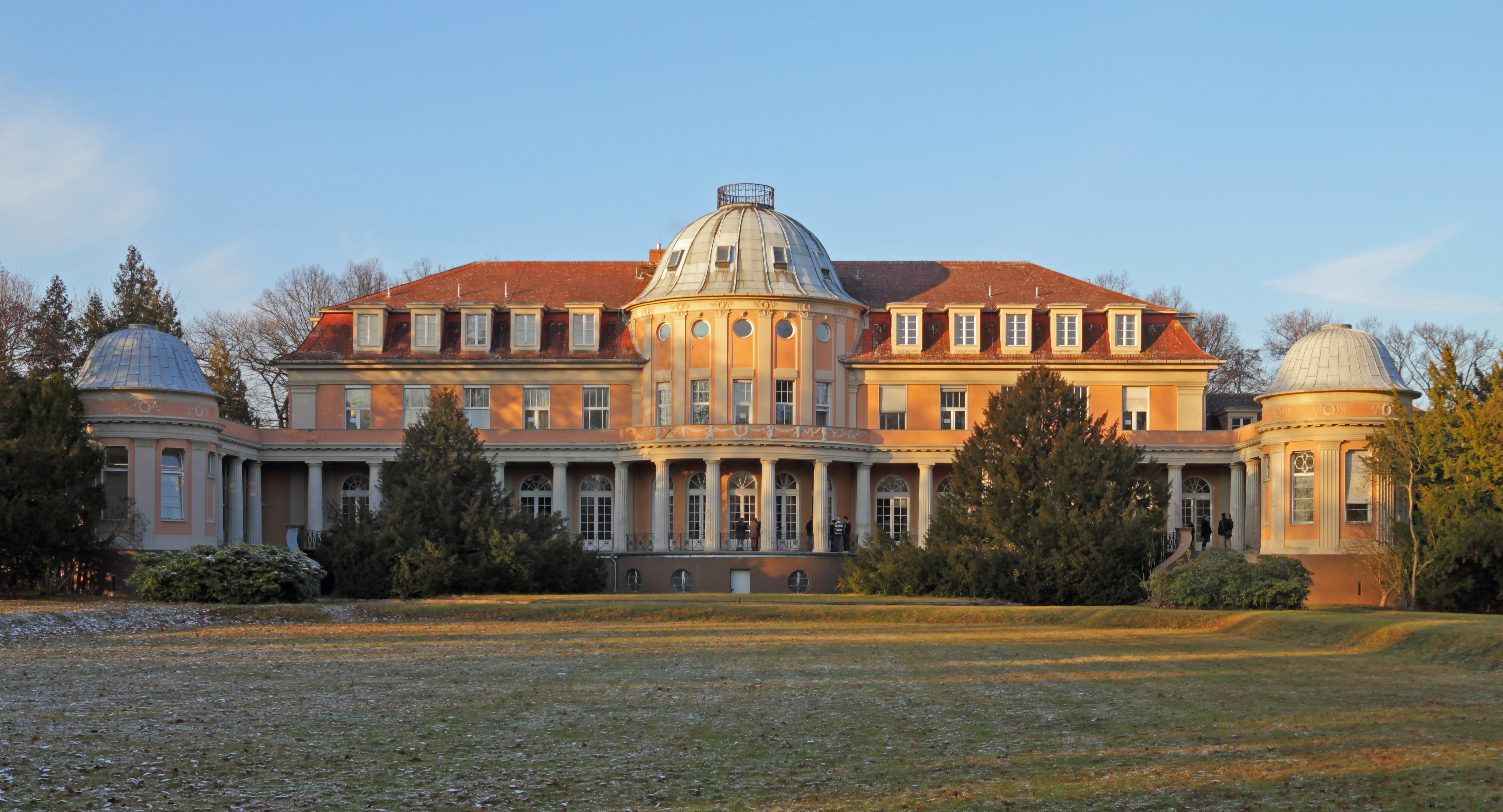
Sitz der BSP Business & Law School Berlin: die ehemalige Siemensvilla in Berlin-Lankwitz

Folgende Studiengänge können absolviert werden:

### Bachelor-Studiengänge
- Betriebswirtschaftslehre (Bachelor of Science) – Vollzeit
- Costume and Make-up Design (Bachelor of Arts) – Vollzeit
- Internationale Betriebswirtschaft (Bachelor of Science) – Vollzeit
- Kommunikationsmanagement (Bachelor of Science) – Vollzeit
- Modemarketing (Bachelor of Arts) – Vollzeit
- Sportwissenschaft, Schwerpunkt Trainer Basketball (Bachelor of Arts) – Vollzeit
- Sportwissenschaft, Schwerpunkt Trainer Fußball (Bachelor of Arts) – Vollzeit
- Sustainable Fashion Design and Management (Bachelor of Arts) – Vollzeit
- Wirtschaftspsychologie (Bachelor of Science) – Vollzeit

### Master-Studiengänge
- Business Administration (Master of Science) – Vollzeit
- Business Innovation & Entrepreneurship (Master of Science) – Vollzeit
- Creative Business Management (Master of Arts) – Vollzeit
- Digital Management for Legal & Compliance (Master of Science) – Teilzeit
- Medienpsychologie (Master of Science) – Vollzeit
- Sportpsychologie (Master of Science) – Vollzeit
- Sports Management and Legal Skills (Master of Science) – Vollzeit
- Sportwissenschaft Trainer im Teamsport Basketball (Master of Arts) – Vollzeit
- Sportwissenschaft Trainer im Teamsport, Schwerpunkt Fußball (Master of Arts) – Vollzeit
- Sustainability and Management (Master of Science) – Vollzeit
- Wirtschaftspsychologie (Master of Science) – Vollzeit

### Staatsexamen
- Rechtswissenschaft (als Doppelabschluss: bereits nach dem 6. Semester Bachelor of Law LL.B.) – Vollzeit

Die Studiengänge sind über die Akkreditierungsagentur für Studiengänge im Bereich Gesundheit und Soziales (AHPGS) akkreditiert.